# Amin Stevens
Amin Khalil Stevens (Columbus, Ohio, 26 de octubre de 1990) es un jugador de baloncesto estadounidense que pertenece a la plantilla del Ironi Kiryat Ata B.C. de la Ligat ha'Al israelí. Mide 2,00 metros de altura y ocupa la posición de ala-pívot.

## Trayectoria

### Universidad
Jugó en el Mt. Vernon Academy en Atlanta, Georgia, antes de enrolarse en los Florida A&M Rattlers. En 84 partidos con Florida A&M, promedió 11.5 puntos, 6.8 rebotes y 1 asistencia. Fue elegido en el All-Tournament Team de la Mid-Eastern Athletic Conference en 2012.

### Profesional
Su primera experiencia como profesional la vivió en la temporada 2012-13, en las filas del MBK Rieker Komárno eslovaco, con el que ganó la Copa Eslovaca. Promedió 15,1 puntos, 7 rebotes y 1,1 asistencias en 37 partidos jugados. 
Para la 2013-14 se marcha a Austria al BSC Raiffeisen Panthers Fürstenfeld, donde promedió 19,9 puntos y 7,6 rebotes en 29 partidos.  
En la 2014-15 jugó en el BC Zepter Vienna, con un promedio de 18,1 puntos, 9,1 rebotes y 1 asistencia en 46 partidos. Ha sido uno de los mejores jugadores de la liga en las dos temporadas que ha estado.
En el verano de 2015 firmó con el Basketball Löwen Braunschweig alemán.
[actualizar]
En la temporada 2021-22, firma por el Ironi Kiryat Ata B.C. de la Ligat ha'Al israelí.